# WML

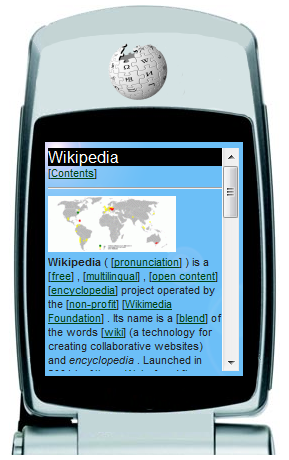
Англійська версія Вікіпедії у WAP браузері

WML (англ. Wireless Markup Language) — це застаріла мова розмітки, аналогічна HTML та XML, яка зазвичай використовується у мобільних телефонах та інших мобільних пристроях, які підтримують протокол WAP. WML підтримує навігацію, ввід даних, гіперпосилання, представлення тексту та зображень, а також форми, подібні HTML.

## Історія Wireless Markup Language
На базі TTML від Nokia, HDML від Openwave та власної мови розмітки від Ericsson, WAP Forum створив стандарт WML 1.1 у 1998 році.
WML 2.0 був розроблений у 2001 році, але не отримав широкого поширення. Це була спроба з’єднати WML та XHTML Basic до того, як розробка WAP 2.0 була завершена. Результатом стало те, що XHTML Mobile Profile став мовою розмітки, використовуваний у WAP 2.0.
Остання версія WML, активно використовувалась у минулому — WML 1.3.
Першим оператором стільникового зв'язку в Україні, який почав постачати послуги WAP став Kyivstar у 2000 році.
Першою компанією, яка запустила публічний WML-сайт був нідерландський оператор мобільної мережі Telfort у жовтні 1999 року.
WML-сайт Telfort був створений та розроблений як побічний проєкт для тестування можливостей Nokia 7710 інженером з білінгу Крістофером Бі та національним менеджером з розгортання Юеном Маклеодом. 
WML-сайт складається з чотирьох сторінок нідерландською та англійською мовами, які містили безліч граматичних помилок нідерландською мовою, оскільки обидва розробники не знали, що WML налаштований на Nokia 7110 як домашня сторінка, і жоден з них не був носієм нідерландської мови.

## Розмітка Wireless Markup Language
Документи WML - це документи XML, які можуть перевірятися на відповідність стандартам WML DTD.
Служба W3C Markup Validation Service може бути використана для перевірки документів WML (вони перевіряються на відповідність оголошеному типу документа).
Документ WML має “колоди”. Дані в колоді структуровані в одну чи декілька “карт” (сторінок) — кожна з яких являє собою одну взаємодію с користувачем.
Колоди WML зберігається у звичайному web-сервері, налаштованому на роботу MIME-типу: text/vnd.wap.wml в доповненні звичайному HTML та його варіантам. Доступ до WML-карткам по запиту пристрою реалізується через WAP шлюз, який знаходиться між мобільними пристроями та всесвітнім павутинням, передаючи сторінки від одного до іншого подібно до проксі-сервера. Шлюзи передають сторінки WML у формі, придатнім прийому мобільними пристроями. Цей процес прихований від телефону, тому він може отримати доступ до сторінки, так само як браузер отримує доступ до HTML, використовуючи URL.

Приклад коду, у стандарті WML: 
```
<?xml version="1.0" encoding="UTF-8"?>

<!DOCTYPE wml PUBLIC "-//WAPFORUM//DTD WML 1.2//EN" 

"http://www.wapforum.org/DTD/wml12.dtd">

<wml>
 

<head>

<meta
 
http-equiv=
"Cache-Control"
 
content=
"no-cache"
 
forua=
"true"
/>
 

</head>

<card
 
id=
"index"
 
title=
"Моя перша WAP-сторінка"
>

<p
 
align=
"center"
>

WAP-сторінка
 
<br
 
/>

</p>

</card>

</wml>

```